# William L. Dayton

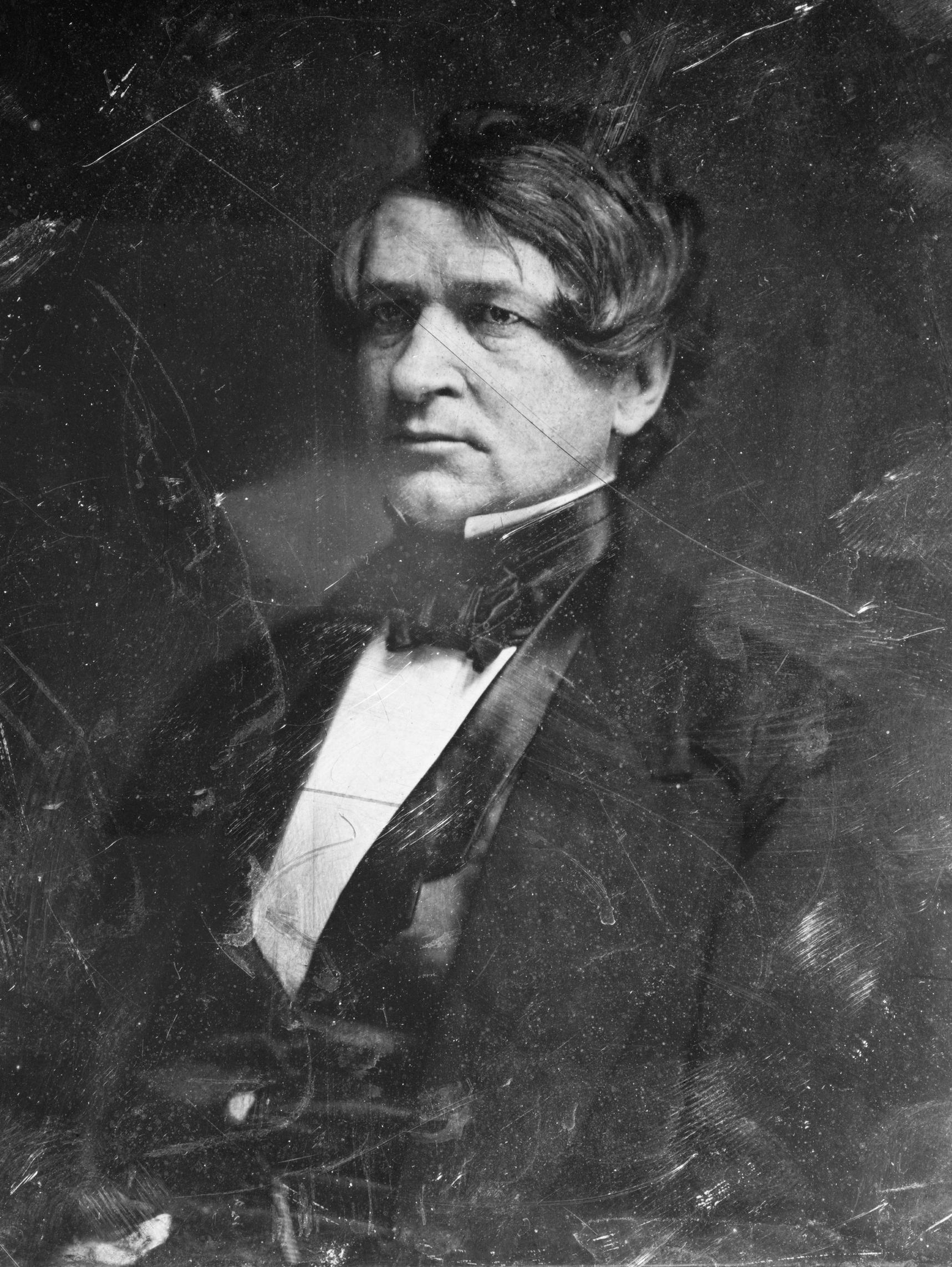
William L. Dayton

William Lewis Dayton, född 17 februari 1807 i Basking Ridge, New Jersey, död 1 december 1864 i Paris, Frankrike, var en amerikansk politiker och diplomat. Han representerade delstaten New Jersey i USA:s senat 1842-1851. Han var republikanernas vicepresidentkandidat i presidentvalet i USA 1856. Han var chef för USA:s diplomatiska beskickning i Frankrike från 1861 fram till sin död.
Dayton utexaminerades 1825 från College of New Jersey (numera Princeton University). Han studerade sedan juridik och inledde 1830 sin karriär som advokat i Freehold. Han inledde sin politiska karriär i whigpartiet. Senator Samuel L. Southard avled 1842 i ämbetet och efterträddes av Dayton. Han omvaldes 1845. Han kandiderade 1851 till omval men förlorade mot demokraten Robert F. Stockton.
Whig-partiet kom i en nedgångsperiod och Dayton gick med i ett nytt parti, republikanerna. Republikanernas första presidentkandidat någonsin var John C. Frémont i presidentvalet 1856. Dayton besegrade Abraham Lincoln i omröstningen om vicepresidentkandidat på republikanernas konvent i Philadelphia. Frémont och Dayton förlorade presidentvalet mot demokraterna James Buchanan och John Cabell Breckinridge. Dayton tjänstgjorde sedan som delstatens justitieminister (New Jersey Attorney General) 1857-1861.
Republikanernas kandidat Abraham Lincoln vann sedan presidentvalet i USA 1860. President Lincoln utnämnde 1861 Dayton till USA:s minister i Paris. Han avled i ämbetet i Frankrike några månader innan Lincoln mördades i Washington, D.C.